# Sites des Jeux olympiques d'hiver de 1988
Les Jeux olympiques d'hiver de 1988 ont lieu à Calgary au Canada du 13 au 28 février 1988 et utilisèrent plusieurs sites olympiques. Huit sites sont utilisés pour les compétitions et un autre accueille les cérémonies d'ouverture et de clôture. Ils sont tous situés à Calgary à part le Centre nordique de Canmore et Nakiska, localisés dans le Pays de Kananaskis au pied des Rocheuses canadiennes. Parmi ces sites, cinq sont construits pour les Jeux.

## Liste des sites
| Site                                                              | Lieu                  | Sports                                                                              | Capacité (pendant les Jeux)                                                                                 |
| ----------------------------------------------------------------- | --------------------- | ----------------------------------------------------------------------------------- | --- |
| Anneau olympique                                                  | Université de Calgary | Patinage de vitesse                                                                 | 4 000 |
| Aréna olympique Père David Bauer,                                 | Calgary               | Hockey sur glace, patinage artistique                                               | 1 750 |
| Centre Max Bell                                                   | Calgary               | Curling, patinage de vitesse sur piste courte                                       | 3 231 |
| Centre nordique de Canmore                                        | Canmore               | Biathlon, combiné nordique, ski de fond, ski pour handicapés                        | — |
| Nakiska                                                           | Pays de Kananaskis    | Ski alpin, ski acrobatique                                                          | — |
| Parc national olympique du Canada (piste de bobsleigh et de luge) | Calgary               | Bobsleigh, combiné nordique, luge, saut à ski, ski acrobatique, ski pour handicapés | Saut à ski : 35 000 places assises et 15 000 places debout Bobsleigh/luge : 25 000 Ski acrobatique : 15 000 |
| Saddledome olympique                                              | Calgary               | Hockey sur glace, patinage artistique                                               | 19 289 |
| Stade McMahon                                                     | Calgary               | Cérémonies d'ouverture et de clôture                                                | 60 000 |
| Stampede Corral                                                   | Calgary               | Hockey sur glace, patinage artistique                                               | 6 479 |

## Description des sites

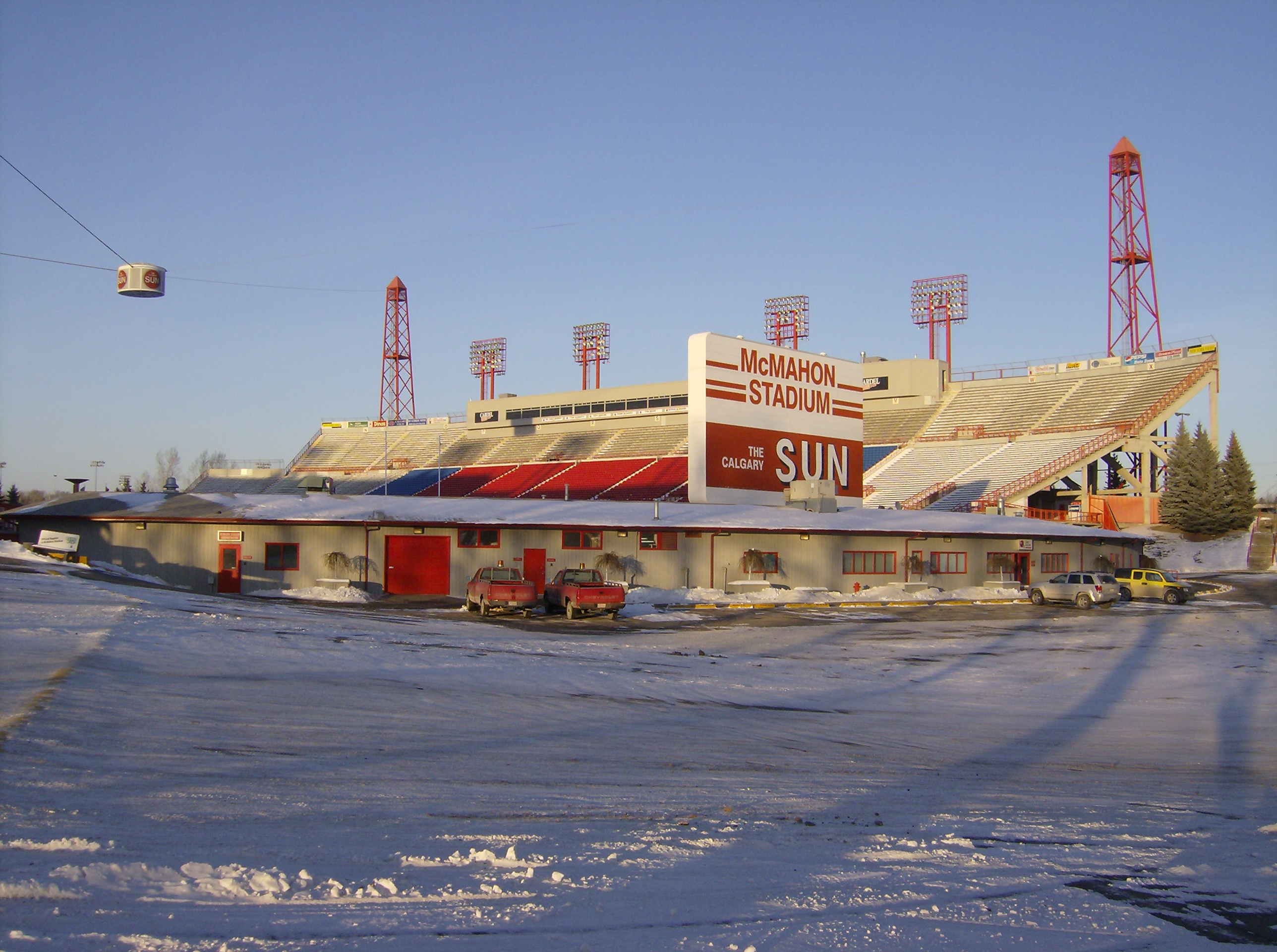
Le Stade McMahon en 2006.

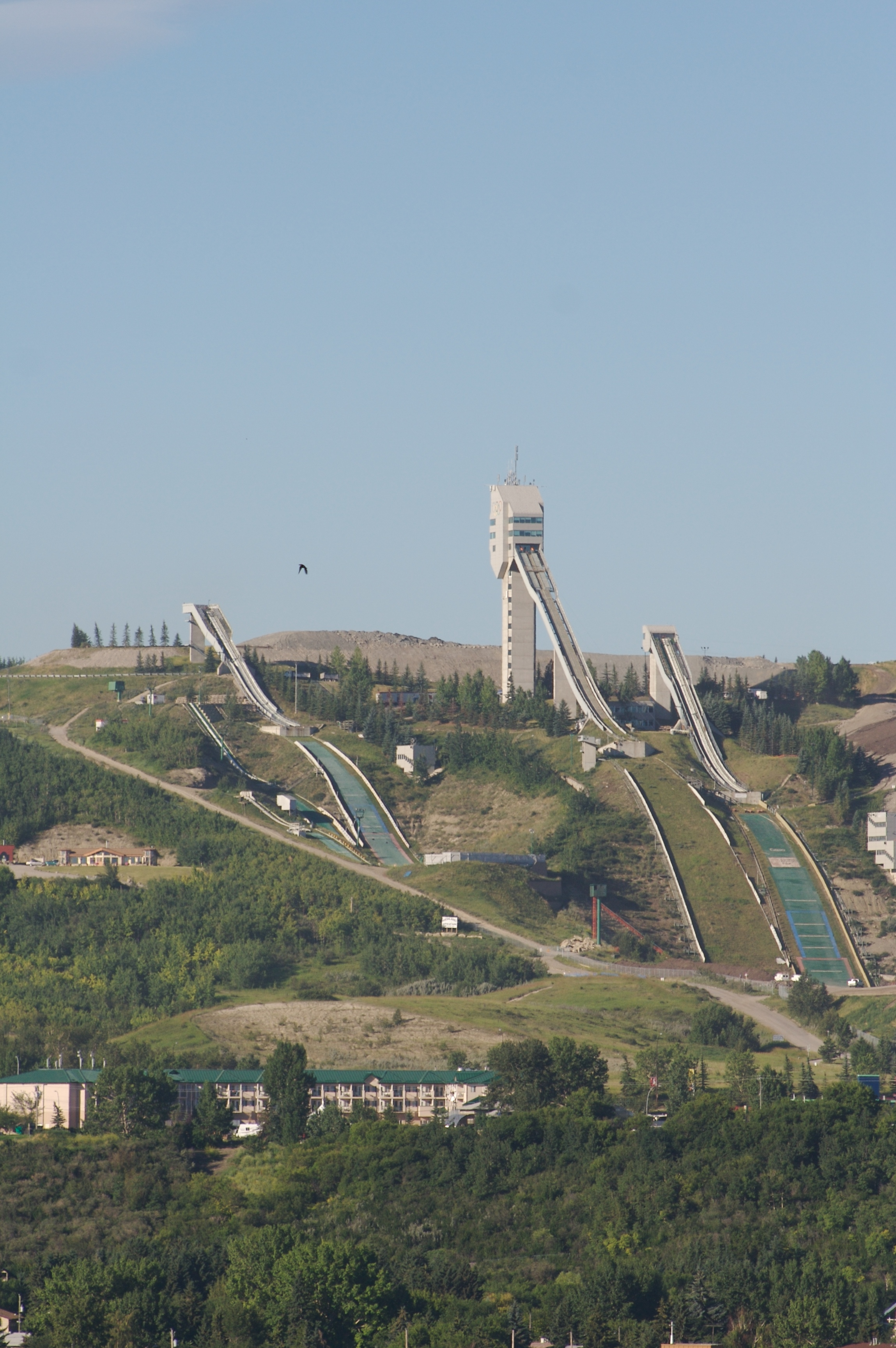
Le Parc olympique du Canada en 2007.

Le Stade McMahon, situé au nord-ouest de Calgary et construit en 1960, accueille les cérémonies d'ouverture et de clôture. C'est la première fois depuis 28 ans que ces deux cérémonies sont célébrées dans un même stade. Des travaux effectués avant les Jeux portent le nombre de places de 33 000 à 60 000. En plus des 22 000 sièges temporaires et des 5 000 sièges ajoutés, une nouvelle sonorisation, une patinoire artificielle et de nombreux autres aménagements pour les cérémonies sont installés,.
Le Saddledome olympique est le site principal des compétitions de hockey sur glace et de patinage artistique. Il est commencé dès 1981, avant le vote du CIO, et inauguré en 1983 dans le parc Stampede au centre de Calgary. Stade polyvalent, il accueille les matches des Flames de Calgary, équipe de la Ligue nationale de hockey, et de l'équipe de basket-ball Calgary 88. 2 792 sièges sont ajoutés avant les Jeux, ce qui porte la capacité du stade à 19 289 places. Le Stampede Corral, proche du Saddledome olympique, est le deuxième site des épreuves de hockey sur glace et de patinage artistique. Construit en 1950, il a une capacité de 6 479 places et ne nécessite pas de rénovations majeures avant les Jeux. Trois patinoires sont rénovées dans le cadre du programme olympique d'amélioration des immobilisations ayant pour but de rénover les installations publiques de Calgary. Un centre sportif renommé « Aréna olympique Père David Bauer » en l'honneur de l'entraîneur de hockey David William Bauer accueille trois matches de hockey, les figures imposées de patinage artistique et des entraînements tandis que la patinoire Jimmie Condon est réservée aux entraînements de patinage artistique et la patinoire Norma Bush aux entraînements de hockey sur glace.
Le Parc olympique du Canada accueille les épreuves de bobsleigh, de luge et de saut à ski ainsi que les sauts et ballets du ski acrobatique et les démonstrations de ski pour handicapés. L'emplacement prévu de ces épreuves est d'abord Bagg Creek, à environ 45 kilomètres à l'Ouest de Calgary. Après des protestations des habitants locaux et afin que ces compétitions se disputent plus près de Calgary, les projets sont modifiés. Le Parc olympique est construit à partir de 1984 par le gouvernement canadien à la limite ouest de Calgary sur un terrain de 85 hectares, où se situait la station déjà en activité de Paskapoo,. La piste de bobsleigh et de luge est construite en béton armé et réfrigérée artificiellement. Elle possède des départs distincts pour les deux sports, les pistes se rejoignant au tiers du parcours. La piste de bobsleigh a une longueur de 1 475 mètres et celle de luge mesure 1 251 mètres. Des allées longeant la piste peuvent accueillir 25 000 spectateurs. On trouve aussi une piste d'entraînement et une piste d'échauffement,. Pour le saut à ski, quatre tremplins sont érigés : un tremplin d'entraînement de 30 mètres et trois tremplins de compétition de 50, 70 et 90 mètres. Ils sont dirigés vers le nord malgré les avertissements concernant les vents d'ouest pouvant être dangereux pour les sauteurs. La zone d'arrivée des tremplins de 70 et 90 mètres, utilisés pour les épreuves olympiques, offre 35 000 places debout et 15 000 places assises. Jusqu'à 80 000 personnes s'y rassemblent pendant les Jeux, puisque les spectateurs possédant des billets pour des épreuves reportées peuvent assistés gratuitement aux épreuves de saut,. Des parcours de sauts et de ballets pour le ski acrobatique sont aménagés à l'est et à l'ouest de la piste de ski tandis que les démonstrations de ski pour handicapés ont lieu dans sa section centrale. Un Centre olympique d'entraînement et un Temple olympique de la renommée sont également construits. Au total, le parc olympique du Canada accueille certains jours plus de 100 000 spectateurs.
Les compétitions de patinage de vitesse se déroulent pour la première fois dans une patinoire intérieure : l'Anneau olympique, situé sur le campus de l'Université de Calgary. C'est la première patinoire intérieure contenant une piste de patinage de vitesse de 400 mètres dans le monde. Préparé dès 1984, l'Anneau olympique entoure deux patinoires de 60 mètres par 30. Deux mille sièges permanents et deux mille sièges temporaires sont utilisés pendant les Jeux.
Les tournois de curling et les courses de patinage de vitesse sur courte piste se déroulent dans le Centre Max Bell. Il est situé dans le sud-est de Calgary. Lors des travaux, 1 080 places sont ajoutées aux 2 121 déjà existantes ; il y a donc 3 231 places disponibles pendant les Jeux. La patinoire a des dimensions différentes pour les deux sports. Les tournois de curling, qui nécessitent des pistes de 44,5 par 4,3 mètres, se terminent donc avant le début des épreuves de patinage de vitesse sur courte piste qui requièrent un anneau de 111 mètres.
Deux sites sont construits à l'extérieur de Calgary. La station de Nakiska, située sur le Mont Allan à 80 kilomètres à l'ouest de Calgary, accueille les épreuves de ski alpin et celle des bosses en ski acrobatique. D'après le projet initial, les courses de ski alpin auraient dû être organisées sur les Monts Sparrowhawk et Shark, à 152 kilomètres à l'ouest de Calgary. La décision de choisir le Mont Allan est le changement de site le plus controversé, plusieurs groupes craignant les faibles chutes de neige et les possibles dégâts environnementaux. La station de Nakiska, nom signifiant « lieu de rencontre » en cri, est construite dès 1985. Trente pistes de ski alpin et 40 kilomètres de pistes de ski de fond sont aménagés et quatre télésièges permanents sont construits. Les pistes utilisées pour les épreuves olympiques ont une altitude maximale de 2 412 mètres et une dénivellation atteignant 874 mètres. Pour garantir une quantité suffisante de neige, 246 canons et 30 kilomètres de canalisations sont installés,.
Le Centre nordique de Canmore est le site consacré aux épreuves de ski de fond, de biathlon et de ski de fond pour aveugles. Construit à partir de 1983 par le gouvernement de l'Alberta, il se situe sur le versant nord-est du Mont Rundle, à une centaine de kilomètres à l'ouest de Calgary et à 1 400 mètres d'altitude. Le centre nordique est construit en partie comme attraction touristique pour soutenir l'économie de Canmore, longtemps dépendante des mines. Cinquante-six kilomètres de pistes sont préparés sur un territoire d'un kilomètre sur six. Un champ de tir de 32 cibles distantes de 50 mètres de la ligne est utilisé pour le biathlon. Cent paires de canons à neige sont installées, mais de la neige est également transportée par camion pour assurer une bonne utilisation des pistes,,.

## Après les Jeux
Les sites olympiques attirent plus de 200 compétitions sportives nationales et internationales entre 1987 et 2007. Ils permettent aussi d'améliorer le niveau des athlètes canadiens aux Jeux d'hiver. Vingt-cinq après les Jeux, les cinq sites construits pour les épreuves olympiques sont toujours utilisés tant par les athlètes professionnels que par les amateurs.